# Jamajka na Letnich Igrzyskach Olimpijskich 1980
Jamajkę na Letnich Igrzyskach Olimpijskich 1980 reprezentowało 18 zawodników: 11 mężczyzn, 7 kobiet. Reprezentacja Jamajki zdobyła trzy medale, w lekkoatletyce oraz kolarstwie torowym. Był to ósmy start reprezentacji Jamajki na letnich igrzyskach olimpijskich.

## Zdobyte medale
| Medal | Zawodnik      | Dyscyplina       | Konkurencja            | Rezultat | Data     |
| ----- | ------------- | ---------------- | ---------------------- | -------- | -------- |
| Brąz  | David Weller  | Kolarstwo torowe | 1 km na czas mężczyzn  | 1:05,241 | 22 lipca |
| Brąz  | Don Quarrie   | Lekkoatletyka    | bieg na 200 m mężczyzn | 20,29    | 28 lipca |
| Brąz  | Merlene Ottey | Lekkoatletyka    | bieg na 200 m kobiet   | 22,20    | 30 lipca |